# Fibicius
Fibicius (auch Fibitius, Felicius) (* 5. Jahrhundert; † 6. Jahrhundert) war nach 502 Bischof von Trier.

## Leben
Teilweise wird wie von Eugen Ewig oder Friedrich Prinz behauptet, dass Fibicius Begründer und erster Abt des Klosters St. Maximin gewesen sei. Andere Forscher wie Erich Wisplinghoff widersprechen dieser These. 
Fibicius’ Amtszeit als Bischof um 510 fiel in die politisch unruhigen Zeiten im Zuge der fränkischen Machtausdehnung. 
Sein Name ist in den Trierer Bischofslisten und in der Vita Goaris bezeugt. In seine Zeit fällt der Beginn einer allmählich an Kraft gewinnenden Wiederbelebung der Trierer Kirche. Diese führte frühere Ansätze zur Missionierung der Gegenden am Mittelrhein fort. In diesem Zusammenhang gab er wohl um 511 die Erlaubnis zum Bau einer Kirche durch den Heiligen Goar in Sankt Goar. Möglicherweise hat er auch König Theuderich I. gebeten, Priester aus der Auvergne nach Trier zu schicken. 
Nach seinem Tod wurde er wahrscheinlich in der Kirche St. Nikolaus in Trier bestattet. Etwas unklar ist, ob ihm ein Bischof Rusticus folgte, oder ob dieser Name auf Basis der Vita Goaris in die Bischofslisten eingefügt wurde.
Fibicius wird als Heiliger oder Seliger verehrt. Sein Gedenktag ist der 5. November.